# .me
.me is de domeinextensie horend bij de landcode die volgens de ISO 3166-1-standaard is toebedeeld aan Montenegro. De landcode is toegekend nadat Montenegro zich op 3 juni 2006 onafhankelijk heeft verklaard van Servië en Montenegro (met de landcode yu).
Na de officiële erkenning van het beheerrecht van Montenegro, heeft de regering de exploitatie van het .ME-domein overgedragen aan doMEn d.o.o., een registrar die als beste partij na een RFP naar voren kwam. Dit bedrijf is onder meer gelieerd aan het Amerikaanse GoDaddy.com.